# West Liberty (Pennsilvània)
West Liberty és una població dels Estats Units a l'estat de Pennsilvània. Segons el cens del 2000 tenia 325 habitants.

## Demografia
Segons el cens del 2000, West Liberty tenia 325 habitants, 118 habitatges, i 92 famílies. La densitat de població era de 32,1 habitants/km².
Dels 118 habitatges en un 31,4% hi vivien nens de menys de 18 anys, en un 66,9% hi vivien parelles casades, en un 5,1% dones solteres, i en un 22% no eren unitats familiars. En el 16,9% dels habitatges hi vivien persones soles el 8,5% de les quals corresponia a persones de 65 anys o més que vivien soles. El nombre mitjà de persones vivint en cada habitatge era de 2,75 i el nombre mitjà de persones que vivien en cada família era de 3,07.
Per edats la població es repartia de la següent manera: un 24,3% tenia menys de 18 anys, un 9,2% entre 18 i 24, un 28,6% entre 25 i 44, un 26,5% de 45 a 60 i un 11,4% 65 anys o més.
L'edat mediana era de 36 anys. Per cada 100 dones de 18 o més anys hi havia 117,7 homes.
La renda mediana per habitatge era de 45.446$ i la renda mediana per família de 46.354$. Els homes tenien una renda mediana de 32.813$ mentre que les dones 19.167$. La renda per capita de la població era de 17.133$. Entorn del 2,9% de les famílies i el 6,2% de la població estaven per davall del llindar de pobresa.

## Poblacions més properes
El següent diagrama mostra les poblacions més properes.